# Медаља за храброст (1913)
Медаљу за храброст новог модела (познатију као „Медаља Милоша Обилића“) основао је 12. јула 1913. године краљ Петар I, а додељивана је за дела велике личне храбрости, односно за личну храброст показану на бојном пољу током кратког, али победоносног рата са Бугарском 1913. године.
Медаља је додељивана у два степена (златна и сребрна медаља).
Додела је настављена и током Првог светског рата 1914—1918. године, и током Другог светског рата 1941—1945. године, како припадницима краљевске војске, тако и припадницима савезничких снага.

## Историја
Медаља за храброст из 1912. године била је кратко вријеме у употреби. Одликовани борци протествовали су због изгледа Златне медаље за храброст која је имала женски лик на свом лицу. што је према њихову мишљењу било неспојиво. Тако је Златна медаља за храброст, премда ремек дјело српског медаљарства, повучена из оптицаја и замијењена новом. Притом је укинута и Сребрна медаља за храброст из 1912. године. Нова медаља утемељена је Уредбом краља Петра I од 12. (25.) јула 1913. године, а додјељивала се "за показану и осведочену храброст на бојишту". Има два степена: златни и сребрни, који се међусобно разликују само према материјалу од којег су израђени. Медаљу за храброст додјељивао је краљ на приједлог министра војног, а према сугестијама надлежних команданата. Уз медаљу се добијала диплома, коју је потписивао војни министар, односно командант армије или командант дивизије. За медаљу се није наплаћивала такса. Попис одликованих особа водио се у Војном министарству. Након смрти носиоца, медаља је остајала његовој породици за успомену. Уредбом од 22. новембра (5. децембра) 1914. прописано је да се Златном медаљом за храброст могу одликовати официри било којег чина, "за осведочену храброст у борби", а изузетно и сваки подофицир "за неустрашиву храброст у борби". Сребрна медаља додјељивала се подофицирима и обичним војницима (редовима). Медаља за храброст са ликом Милоша Обилића заузимала је највише мјесто на ранг листи медаља Краљевине Србије, Краљевине СХС, односно Краљевине Југославије.  Кнежевина (односно Краљевина после 1910. године) Црна Гора поседовала је сопствену Златну медаљу Милоша Обилића, коју је основао владика Петар II Петровић Његош 1847. године, али те две медаље нису имале ничега заједничког.

## Изглед
Златна медаља кована је од позлаћене, а сребрна медаља од посребрене бронзе. Прописани промјер медаље је 36 мм, али се она израђивала у двије величине: у прописаној од 36 мм и другој, мањој, од 30 мм. На лицу медаље приказан је легендарни јунак Косовске битке (1389.) Милош Обилић, у прсном оклопу и с кацигом на глави. Кацига је украшена крилатим змајем, чија глава излази из медаље и служи као ушица за карику траке. Обилић је приказан са леђа до изнад паса, у необичном и оригиналном окрету тијела улијево, тако да му је глава у профилу, а леђа су у полупрофилу. Лијево и десно од портрета је натпис:
МИЛОШ / ОБИЛИЋ. На наличју је крст с два укрштена мача; у средини крста је поље с натписом: 3А / ХРАБРОСТ, уоквирено ловоровим вијенцем. Медаља се носила на лијевој страни прса, на троуглатој
траци црвене боје. Ову медаљу такође је израдио Ђође Јовановић, а ковала се у Француској, код „Артус Бертранд” (етим. Arthus—Bertrand) и у швајцарској радионици „Браће Игенин” (етимолошки: Huguenin Freres) из Ле Локла.

### Књиге и каталози
- Ацовић, Драгомир (2013). Слава и част: одликовања међу Србима: Срби међу одликовањима. Београд: Службени гласник. ISBN 978-86-519-1750-2.  200069388  200069388
- Gaj-Popović, Dobrila; Subotić, Irina (1981). Medalje i plakete : Medalje i plakete iz zbirke Narodnog muzeja i dela savremenih skulptora. Beograd: Narodni muzej : Srpsko numizmatičko društvo, ([Beograd] : "Slobodan Jović").  3151879
- Grbovi, zastave, drugi državni amblemi i zvanični znaci Kraljevine Jugoslavije ; Les armoiries, drapeaux et autres emblèmes d'etat, poinçons officiels de contrôle et de garantie du Royaume de Yougoslavie (PDF). Beograd: Ministarstvo trgovine i industrije — Uprava za zaštitu industrijske svojine. 1936.  1024031914
- Димитријевић, Вукадин (1998). Одликовања и војне ознаке Србије и Југославије. Ниш: Удружење грађана "Стари Ниш" : Нумизматичко друштво "Медијана" : Клуб војске Југославије, (Ниш : Просвета).  141659655
- Јовановић, Миодраг (2005). Ђока Јовановић : [1861-1953]. Нови Сад: Галерија Матице српске, (Нови Сад : Будућност).  207371271
- Јовановић, Миодраг (2008). Вајар Ђока Јовановић : (1861-1953). Београд: САНУ, (Београд : Публикум).  150086156
- Јовановић Чешка, Тијана (2018). Ђорђе Ј. Чарапић - Георг J. Фусек : живот и дело : 1876-1941. Београд: Историјски музеј Србије, (Београд : Типографик плус).  272312588
- Костић, Лаза М. (1936). Одликовања. [Б. м. : б. и.], (Љубљана : Југословенска тискарна).  36633607
- Маричић, Душанка (2019). Дипломе и повеље XIX и XX века : из збирке Војног музеја. Београд: Медија центар Одбрана, (Београд : Војна штампарија).  277796876
- Медаковић, Дејан (1990). Косовски бој у ликовним уметностима. Београд: Српска књижевна задруга ; Нови Сад : Матица српска ; Приштина : Јединство, (Београд : Београдски издавачко-графички завод).  943628
- Милошевић, Емица; Рајић, Делфина; Бојовић, Радивоје (2007). Вајар Ђорђе Јовановић : (1861-1953) : каталог изложбе (PDF). Чачак: Народни музеј, (Чачак : Графички центар).  138745868
- Николић, Десанка (1971). Наша одликовања до 1941 : из колекције Војног музеја у Београду. Београд: Војни музеј, (Београд : Просвета).  108440839
- Пековић, Ратко (1988). Косовска битка : мит, легенда и стварност. Београд: Литера, (Београд : Космос).  186742279
- Пилетић, Милана (1987). Одликовања југословенских народа XIX и прве половине XX века (до 1941) из збирке Војног музеја у Београду. Београд: Војни музеј, (Београд : БИГЗ).  61075724
- Prister, Boris (1984). Odlikovanja, Katalog muzejskih zbirki XXI. Zagreb: Povijesni muzej Hrvatske.  2397536
- Prister, Boris (2000). Odlikovanja iz zbirke dr. Veljka Malinara: Odlikovanja Crne Gore, Srbije, Kraljevine SHS (Kraljevine Jugoslavije) i Socijalističke Jugoslavije. Dio 3. Zagreb: Hrvatski povijesni muzej.
- Romanoff, Dimitri (1996). The Orders, Medals and History of the Kingdoms of Serbia and Yugoslavia (на језику: енглески). Balkan Heritage.
- Суботић, Богдан (2002). Одликовања Републике Српске. Бања Лука: Служба Предсједника Републике Српске, (Бања Лука : Графид).  190290183  190290183
- Тодоровић, Нада (1964). Југословенске и иностране медаље. Београд: Народни музеј, (Београд : Привредни преглед).  512253592
- Филиповић, Мирјана; Поповић, Марко (1979). Ордење и медаље Србије и Црне Горе : збирка Марка Поповића. Београд: Музеј града Београда, Манакова кућа, (Београд : Радиша Тимотић).  1024156593  36025863
- Car, Pavel; Muhić, Tomislav (2009). Odlikovanja Srbije i Jugoslavije : od 1859. do 1941. Wien: Militaria.  430956
- Švajncer, Janez (1978). Odlikovanja in znaki na Slovenskem (на језику: словеначки). Maribor: Pokrajinski muzej Maribor.

### Часописи
- Gerić, Lazar (1997). „Medalje za hrabrost Kraljevine Srbije” (PDF). Dinar : numizmatički časopis. Beograd: Srpsko numizmatičko društvo (7): 47—48.  66160140  66160140
- Gerić, Lazar (1998). „Medalje za hrabrost Kraljevine Srbije (3)”. Dinar : numizmatički časopis. Beograd: Srpsko numizmatičko društvo (9): 49—50.  66160140  66160140
- Gerić, Lazar (1998). „Medalje za hrabrost Kraljevine Srbije 4.” (PDF). Dinar : numizmatički časopis. Beograd: Srpsko numizmatičko društvo (10): 45—46.  66160140  66160140
- Жикић, Милош; Томанић, Борис (2018). „Британска одликовања српској војсци за заслуге у Првом светском рату - три документа”. Архив : часопис Архива Југославије. Београд: Архив Југославије, (Београд : Планета принт). XIX (1—2): 158—190. Архивирано из оригинала 15. 11. 2021. г. Приступљено 15. 11. 2021.  1026553485  167385863
- Ilić, Zoran [prir.] (2000). „Odlikovanja Republike Srpske”. Dinar : numizmatički časopis. Beograd: Srpsko numizmatičko društvo (14): 25—28.  66160140  66160140
- Milikić, Ratomir (2017). „Dodele odlikovanja Kraljevine Jugoslavije u emigraciji 1941-1945.” (PDF). Istorija 20. veka : časopis Instituta za savremenu istoriju. Beograd: Institut za savremenu istoriju. XXXV (2): 85—99.  240444428  11831554
- „Преглед општег и међусобног ранга краљевских ордена, медаља и споменица : табела од 1. јануара 1931. године”. Архив : часопис Архива Југославије. Београд: Архив Југославије, (Београд : Јанус). 3 (3): 153—155. 2002. Архивирано из оригинала 20. 08. 2022. г. Приступљено 14. 11. 2021.  1024587149  167385863
- Пузић, Јелена (2017). „Знамења Првог светског рата из Историјског музеја Србије” (PDF). Зборник радова Народног музеја. Чачак: Народни музеј. XLVII: 205—224.  266503692  8293890  195267852
- Ранковић, Живојин (1939). „Југословенска одликовања”. Београдске општинске новине : часопис за комунално-социјални, привредни и културни живот Београда. Београд: [Општина Београдска]. LVII (6—7 : Јуни — Јули 1939 године): 329—338.  22061324
- Stolica, Radomir (2003). „Medalja Obilića : lik kosovskog junaka na velikom jugoslovenskom odlikovanju” (PDF). Dinar : numizmatički časopis. Beograd: Srpsko numizmatičko društvo (21): 42—43. ISSN 1450-5185.  66160140  66160140
- Тодоровић, Нада (1989). „Спомен медаље са мотивима Видовданског култа — Косовске споменице”. Нумизматичар. Београд: Народни музеј : Српско нумизматичко друштво. XII (12): 69—74. ISSN 0350-9397.  9399564  15954690